# Província da Carolina do Norte
```
   |-
       |
Erro:
:  
valor não especificado para "
nome_comum
"
```

A Província da Carolina do Norte foi uma das Colônias do Sul do Império Britânico, entre 1712 e 1776, criada como uma colônia proprietária. O poder do governo britânico foi investido como governador da Carolina do Norte, mas a colônia declarou independência da Grã-Bretanha em 1776. A Província da Carolina do Norte teve quatro capitais: Bath (1712–1722), Edenton (1722–1743), Brunswick (1743–1770) e New Bern (depois de 1770).
A colônia mais tarde se tornou os estados da Carolina do Norte e Tennessee, e partes da colônia se combinaram com outros territórios para formar os estados da Geórgia, Alabama e Mississippi.

## Histórico
O rei Carlos II da Inglaterra concedeu a carta da Carolina em 1663 por terras ao Sul da Colônia da Virgínia e ao norte da Flórida espanhola. Ele concedeu a terra a oito Lordes proprietários em troca de sua assistência financeira e política para restituí-lo ao trono em 1660. A metade Norte da colônia diferia significativamente da metade Sul e o transporte e a comunicação eram difíceis entre as duas regiões; portanto, um vice-governador separado foi nomeado para administrar a metade Norte da colônia a partir de 1691.
A divisão da colônia em Norte e no Sul foi concluída em uma reunião dos Lordes proprietários realizada em Craven House em Londres, em 7 de dezembro de 1710, embora os mesmos proprietários continuassem a controlar as duas colônias. O primeiro governador da província separada da Carolina do Norte foi Edward Hyde. A inquietação contra os proprietários da Carolina do Sul em 1719 levou o rei Jorge I a nomear um governador real naquela colônia, enquanto os Lordes proprietários continuaram a nomear o governador da Carolina do Norte. As duas Carolinas se tornaram colônias da coroa em 1729, depois que o governo britânico tentou por quase 10 anos localizar e comprar as cartas de sete dos oito Lordes proprietários. O um oitavo restante da Província foi mantido por membros da família Carteret até 1776, parte da Carolina do Norte conhecida como Distrito de Granville.
No final do século XVIII, a maré de imigração da Virgínia e da Pensilvânia para a Carolina do Norte começou a crescer. Os escoceses-irlandeses (protestantes de Ulster), do que é hoje a Irlanda do Norte, foram o maior grupo de imigrantes das Ilhas Britânicas até as colônias antes da Revolução. No total, os servos ingleses contratados, que chegaram principalmente nos séculos XVII e XVIII, compreendiam a maioria dos colonos ingleses antes da Revolução. Na véspera da Revolução Americana, a Carolina do Norte era a colônia britânica que mais crescia na América do Norte. As pequenas fazendas familiares de Piemonte contrastavam fortemente com a economia das plantações da região costeira, onde os ricos plantadores haviam estabelecido uma sociedade escravista, cultivando tabaco e arroz com trabalho escravo.
As diferenças nos padrões de assentamento do Leste e do Oeste da Carolina do Norte, ou das terras altas e baixas, afetaram a vida política, econômica e social do estado entre os séculos XVIII e XX. A região costeira alagada no Leste da Carolina do Norte foi colonizada principalmente por imigrantes da zona rural da Inglaterra e das Terras Altas da Escócia. O interior do Oeste da Carolina do Norte foi ocupado principalmente por protestantes escoceses, irlandeses, ingleses e alemães, o chamado "cohee". 
Durante a Guerra Revolucionária, os ingleses e escoceses das montanhas do Leste da Carolina do Norte tenderam a permanecer leais à coroa britânica, por causa de conexões comerciais e pessoais de longa data com a Grã-Bretanha. Os colonizadores ingleses, galeses, irlandeses escoceses e alemães do Oeste da Carolina do Norte tendiam a favorecer a independência americana da Grã-Bretanha.
Sem cidades e muito poucos assentamentos ou aldeias, a colônia era fundamentalmente rural e pouco povoada. As tabernas locais forneciam vários serviços, desde bebidas fortes, camas para viajantes e salas de reuniões para políticos e empresários. Em um mundo nitidamente dividido em termos de etnia, gênero, raça e classe, o rum dos taberneiros provou ser um solvente que misturava todos os tipos de habitantes locais, além de viajantes. A crescente variedade de bebidas oferecidas e o surgimento de clubes particulares reunidos nas tabernas mostraram que a cultura gentil estava se espalhando de Londres para a periferia do mundo inglês.
O tribunal geralmente era o edifício mais imponente de um condado. As cadeias eram frequentemente uma parte importante do tribunal, mas às vezes eram construídas separadamente. Alguns governos do condado construíram armazéns de tabaco para fornecer um serviço comum para a colheita de exportação mais importante.
A expansão para o Oeste começou no início do século XVIII a partir das sedes de poder da província na costa, particularmente após a conclusão das guerras de Tuscarora e Yamasee, nas quais a maior barreira foi removida para os assentamentos coloniais no interior. O assentamento em grande número tornou-se mais viável nas Montanhas Apalaches após a Guerra Franco-Indígena e a Guerra Anglo-Cherokee no mesmo período, nas quais as tribos Cherokee e Catawba foram efetivamente neutralizadas. O rei Jorge III emitiu a Proclamação real de 1763, a fim de sufocar possíveis conflitos com os índios daquela região, incluindo os Cherokee. Essa medida barrava qualquer assentamento próximo às cabeceiras de quaisquer rios ou córregos que corriam para o Oeste, em direção ao rio Mississippi. Incluiu vários rios da Carolina do Norte, como o rio French Broad e o rio Watauga. Esta proclamação não foi estritamente obedecida e foi amplamente detestada na Carolina do Norte, mas atrasou um pouco a migração para o Oeste até depois da Guerra Revolucionária Americana.
Os colonos continuaram a fluir para o Oeste em menor número, apesar da proibição, e vários assentamentos transapalaches foram formados. O mais proeminente foi chamado de Associação Watauga, formado em 1772 como um território independente dentro dos limites da Carolina do Norte, que adotou sua própria constituição formalmente escrita. Notáveis homens de fronteira, como Daniel Boone, viajavam de um lado para outro pela linha de proclamação invisível como desbravadores de novos mercados, procurando peles valiosas para vender nos assentamentos do Leste, e muitos serviam como líderes e guias de grupos que se estabeleceram no vale do rio Tennessee e no "país de Kentucke".